# Апокалипса данас
Апокалипса данас (енгл. Apocalypse Now) је амерички ратни филм из 1979. године, редитеља Франсиса Форда Кополе. У главним улогама су Марлон Брандо, Роберт Дувал, Мартин Шин, Фредерик Форест, Алберт Хол, Сем Ботомс, Лоренс Фишберн, Харисон Форд и Денис Хопер. Сценарио, који су написали Копола и Џон Милијус, делимично је заснован на роману Срце таме Џозефа Конрада из 1899, са тим што је радња, уместо у Конгу у 19. веку, смештена за време Вијетнамског рата. Филм прати путовање реком из Јужног Вијетнама у Камбоџу које је предузео капетан Бенџамин Л. Вилард (Шин), који је на тајној мисији да изврши атентат на пуковника Керца (Брандо), одметнутог официра Специјалних војних снага оптуженог за убиство и за кога се претпоставља да је луд.
Милијус се заинтересовао за адаптацију Срца таме смештене у Вијетнамском рату крајем 1960-их, и у почетку је почео да развија филм са Кополом као продуцентом и Џорџом Лукасом као редитељем. Након што је Лукас постао недоступан, Копола је преузео редитељску контролу и био је инспирисан филмом Вернера Херцога Агире, гнев Божји (1972) у приступу материјалу. У почетку је планирано петомесечно снимање, али касније је филм постао познат по проблемима са којима се суочавао током снимања више од годину дана. Међу тим проблемима били су скупи сетови које је уништило лоше време, Брандо који се на снимању појавио прекомерно тежак и потпуно неприпремљен, и Шин који је доживео слом и претрпео готово фаталан срчани удар у време снимања. Проблеми су се наставили и након продукције, јер је излазак филма одлаган неколико пута, док је Копола монтирао преко милион стопа филма.
Филм је освојио Златну палму на Филмском фестивалу у Кану, где је премијерно приказан недовршен пре него што је коначно објављен 15. августа 1979. године. Филм се добро показао на биоскопским благајнама, зарадио је 78 милиона долара у Америци, а укупно преко 150 милиона долара широм света. Почетне критике биле су помешане; док је кинематографија Виторија Сторароа била широко хваљена, неколико критичара сматрало да је Кополина обрада главних тема приче антиклимактична и интелектуално разочаравајућа.
Филм се данас сматра једним од најбољих филмова икад снимљених. Номинован је за осам Оскара, укључујући оне за најбољи филм, најбољег режисера (Копола) и најбољег споредног глумца (Дувал), а освојио је оне за најбољу кинематографију и најбољи звук. Заузео је 14. место у анкети најбољих филмова часописа Sight & Sound 2012. године, и 6. место у анкети режисера најбољих филмова свих времена. Роџер Иберт га је такође уврстио у своју топ 10 листу најбољих филмова икада. Филм је 2000. године Конгресна библиотека изабрала за чување у Националном филмском регистру као „културно, историјски или естетски значајан”.

## Радња
Године 1969. у току је Вијетнамски рат. Капетан америчке војске за специјалне операције, ветеран Бенџамин Л. Вилард, налази се у јефтином хотелу у Сајгону, и чека нови задатак. Он се опија и присећа свог живота и пропалог брака. Након посебно лоше проведене ноћи, у којој Вилард халуцинира о својој претходној смени у Вијетнаму, присуствује неформалном састанку са војним обавештајцем, генерал-потпуковником Корманом, пуковником Лукасом и једним цивилом (по свој прилици агентом ЦИА-е) познатим само као „Џери”. Сва тројица оцењују Виларда као правог оперативца и нуде му задатак да се преко реке Нунг пребаци у удаљену џунглу, и пронађе одбеглог пуковника Волтера Е. Керца, заповедника специјалних снага. Керц је, наводно, полудео и сада заповеда трупама састављеним од локалног становништва унутар неутралне Kамбоџе, где га третирају као божанство. Виларду је наређено да се инфилтрира међу пуковникове трупе и да је једини циљ ове операције елиминација Керца.
Неодлучан око мисије, Вилард се укрцава у патролни брод којим заповеда „Шеф” Филипс, а чланови посаде су Ленс, „Кувар” и „Чисти”. Они заједно крећу узводно. Иако Шеф толерише Ленса и Кувара због њиховог невојничког понашања, он се доста заштитнички понаша према Чистом, који је очито још тинејџер. Вилард прегледа све документе о Kерцу, и убрзо схвата да је он био официр за пример другима и могући будући генерал, и почиње да сумња у своју мисију. Они се састају са разузданим потпуковником Билом Kилгором, заповедником ескадриле јуришних хеликоптера, како би разговарали о њиховом даљем путовању уз реку Нунг. Kилгор им се у почетку руга, али се спријатељује са Ленсом, са којим дели страст према сурфовању, и слаже се да их испрати кроз територију коју је држао Вијетконг све до ушћа реке, као и због тешких услова за пловидбу. У зору започиње хеликоптерски напад на једно мало село и Kилгор пушта преко звучника хеликоптера Вагнерову арију Кас валкира, због свог негативног психолошког ефекта на непријатеља и истовремено мотивише своје војнике који муњевито напредују. Усред напада Kилгор позива на употребу напалма против локалних бранилаца и заузимају ушће реке. Kилгор наређује искрцавање на плажу, усред непријатељске ватре, док се носталгично присећа претходних удара, а затим прижељкује крај рата. Након што су се превезли хеликоптером, Вилард укрцава своје људе у патролни брод, и почиње путовање узводно.
Док су безбрижно били у потрази за мангом у џунгли, Вилард и Кувар наилазе на тигра. Кувар се сав престраши појавом тигра и пун емоција обећава да никад више неће напустити брод. Вилард наставља са читањем документације о Kерцу и почиње да се диви његовим војним достигнућима. Ускоро долазе до логистичког центра где присуствују дивљој забави организованој за америчке војнике на којој се појављују играчице из Плејбоја. Вилард наставља са читањем пуковниковог досијеа, и сазнаје да, иако ефикасне, његове заповедне одлуке су постајале све чудније што је дуже остајао у земљи. Напетост расте између Шефа и Виларда јер Вилард верује да он заповеда чамцем, док Шеф даје приоритет неким другим циљевима у односу на Вилардову тајну мисију. У међувремену, Ленс, Кувар и Чисти су непрестано под утицајем дрога. Док полако плове узводно, Вилард открива Шефу део своје мисије како би одагнао његову забринутост због задатка која треба да има предност. Међутим, Шеф како би доказао да је главни, наређује посади да прегледа цивилни чамац којег сумњичи за кријумчарење упркос Вилардовим примедбама због кашњења. Чисти паничи током претраживања и рафалом убија све цивиле у чамцу. Шеф одлучује да транспортује до амбуланте тешко рањену младу девојку из чамца, али Вилард је хладнокрвно убија и тако спречава даље одлагање његове мисије. У До Лонг бази Вилард добија специјалну пошту лично послату њему, као и осталу пошту за посаду. У жељи да сазнају нешто више о месту где се налазе, Вилард и Ленс настављају кроз базу тражећи информације. До Лонг је база у потпуном нереду, стално под непријатељским нападима и без присуства заповедника. Ленс, под сталном дозом ЛСД-а, доказује да је без користи Виларду. Пошто није пронашао никакве информације, Вилард са горчином наређује Шефу да настави узводно док притајени непријатељ покреће нападе на базу.
Сутрадан, Вилард сазнаје из депеше да се још један заповедник специјалних јединица, капетан Колби, који је раније био послат у сличну мисију као и Вилард, сада води као нестао у акцији. У међувремену, док остатак посаде чита писма од куће, Ленс, који је намазао лице маскирним бојама, из забаве активира димну бомбу са љубичастим димом. Ово привлачи пажњу непријатеља скривених по дрвећу и они пуцају према броду, убијајући Чистог, што чини Шефа још кивнијим према Виларду. Посада напредује даље узводно као да их дозива нека невидљива сила. Што чамац путује даље магла постаје све гушћа, а све више лешева је видљиво на обали. Опет упадају у заседу коју постављају локални Монтагнард ратници, а посада узвраћа ватру док Вилард покушава да их смири. Посада прекида ватру када је Шеф смртно погођен копљем. Са крајњим напором снаге Шеф покушава да убије Виларда са врхом копља, али умире током борбе. Након Шефове смрти Ленс се повлачи и обавља ритуал сахране на води за Шефа. Вилард се сад ослања на Кувара, који се у почетку љут и накратко се препире са Вилардом. Кувар невољно пристаје да наставе узводно, где проналазе села у пламену и обале које су ритуално украшене унакаженим телима припадника Вијетконга.
Брод напокон стиже до Kерцовог логора. Вилард и двојица преживелих морнара дочекани су од стране америчког фоторепортера, који манијакално хвали Kерцову генијалност. Док Вилард и Кувар настављају пешке да обилазе логор они опажају све више неидентификованих лешева и одрубљених глава, разбацаних око храма који служи као Kерцова резиденција. Док лутају логором, они наилазе на Колбија, који делује сумануто заједно са другим америчким војницима, који су сада у служби Керцове отпадничке војске. По повратку до брода, Вилард касније са Ленсом одлази до оближњег села, остављајући иза себе Кувара с наредбом да позове ваздушне нападе на село уколико се не врате.
У логору, Вилард је савладан, везан и доведен пред Kерца у замраченом храму, где га Kерц исмејава као потрчка. У међувремену, Ленс се придружује домороцима док се Кувар припрема да позове ваздушне нападе. Касније, Вилард је изложен мучењу и бива затворен. Он вришти беспомоћно кад му је Kерц бацио у крило Кувареву одрубљену главу, што значи да неће бити ваздушних напада. Након неколико дана, Вилард је пуштен да слободно лута логором. Kерц му држи предавања о својој теорији рата, хуманости и цивилизацији, хвалећи безобзирност и посвећеност Вијетконга. Иако Вилард сам себи признаје да је Kерц полудео, ови разговори су дали Виларду увид у то како лицемерје вођења „моралног” рата може одвести једну особу, часног ратника и човека од принципа, у лудило. Kерц говори о својој породици и тражи од Виларда да његовом сину каже истину о њему у случају његове смрти. Због Вилардовог личног дивљења према Kерцу, те речи су само учврстиле Вилардову одлучност да помогне пуковнику да поврати мало достојанства.
Те ноћи, док су сељани ритуално клали воденог бивола, Вилард потајно улази у Kерцову резиденцију где га затиче док прави гласовни снимак, и напада га мачетом. Лежећи смртно рањен на земљи, Kерц, са својим посљедњим дахом, шапуће: „... ужас ... ужас ...”. Вилард открива опширне Керцове списе. Док прелистава странице, на једној страници речи „Баци бомбу, све их истреби” подвучене су црвеном оловком. Вилард односи странице са собом пре него што изађе из храма. Сељани сада схватају да нешто није у реду у Kерцовој резиденцији, и видевши Виларда како излази са крвавом мачетом у руци, почињу да му се клањају. Вилард силази низ степенице Kерцове резиденције и баца своје оружје. Сељани чине исто и допуштају Виларду да узме Ленса за руку и поведе га до брода. Њих двојица се одвозе низ реку док Kерцове посљедње речи језиво одјекују кроз мркли мрак.

## Улоге
| Глумац          | Улога                                         |
| --------------- | --------------------------------------------- |
| Марлон Брандо   | пуковник Волтер И. Керц                       |
| Мартин Шин      | капетан Бенџамин Л. Вилард                    |
| Денис Хопер     | амерички фоторепортер                         |
| Роберт Дувал    | потпуковник Бил Килгор                        |
| Фредерик Форест | „Кувар”, морнар                               |
| Алберт Хол      | Филипс, заповедник ратног брода               |
| Сем Ботомс      | Ланс Би Џонсон, морнар и познати сурфер       |
| Лоренс Фишберн  | Тајрон, познат и као „Чисти”, морнар          |
| Џи Ди Спрадлин  | генерал Корман                                |
| Харисон Форд    | пуковник Лукас, Корманов посилни              |
| Скот Глен       | поручник Ричард M. Колби, Вилардов претходник |
| Том Мејсон      | интендант                                     |
| Колин Кемп      | Плејбојева девојка, „мис маја”                |

## Награде
- Три освојена Златна глобуса (најбоља режија, споредни глумац (Роберт Дувал), музика) и једна номинација (најбољи филм)
- Два освојена Оскара (најбоља фотографија, звук) и шест номинација (најбољи филм, режија, адаптирани сценарио, споредни глумац (Роберт Дувал), монтажа, сценографија)
- Два освојене награде БАФТА (најбоља режија, споредни глумац (Роберт Дувал)) и шест номинација (најбољи филм, главни глумац Мартин Шин, музика, монтажа, сценографија, соундтрек)
- Освојена Златна палма на Канском фестивалу